# Villa Corzo
Villa Corzo ist ein Ort im Westen des mexikanischen Bundesstaats Chiapas und Hauptort des gleichnamigen Municipio Villa Corzo.
Die Stadt liegt 580 m ü. d. M. und hat etwa 10.800 Einwohner.